# Vintjärn
Vintjärn is een plaats in de gemeente Falun in het landschap Dalarna en de provincie Dalarnas län in Zweden. De plaats heeft 58 inwoners (2005) en een oppervlakte van 47 hectare. De directe omgeving van de plaats bestaat vooral uit bos en er liggen een aantal kleine meertjes rondom de plaats.